# グライフスヴァルト (小惑星)
グライフスヴァルト (10114 Greifswald, 1992 RZ) は小惑星帯の小惑星である。ドイツの天文学者フライムート・ベルンゲンとルッツ・D・シュマーデルがドイツ、タウテンベルクの天文台で発見した。
バルト海沿岸、リック川河口に位置するドイツの港湾都市、グライフスヴァルトから命名された。